# Diecezja Zachu i Al-Amadijja
Diecezja Zachu i Al-Amadijja (łac. Dioecesis Zachuensis et Amadiensis) – historyczna diecezja Kościoła chaldejskiego w północnym Iraku, która była podległa bezpośrednio chaldejskiemu patriarsze Babilonu. Istniała w latach 2013–2020. Powstała 11 lipca 2013 wskutek połączenia ustanowionej w 1850 diecezji Zachu oraz erygowanej w 1795 diecezji Al-Amadijja. Pierwszym ordynariuszem diecezji został dotychczasowy biskup Al-Amadijji Rabban al-Qas. 27 czerwca 2020 diecezja Zachu i Al-Amadijja została powtórnie podzielona na dwie osobne diecezje.